# Adam Hunt (Dartspieler)
Adam Hunt (* 21. August 1993 in Chester-le-Street) ist ein englischer Dartspieler.

## Karriere
Adam Hunt nahm an der PDC World Youth Championship 2011 teil und erreichte die zweite Runde, verlor er gegen den späteren Finalisten Michael van Gerwen. Er nahm 2011 und 2012 an der PDC Qualifying School teil, konnte sich jedoch beide Male keine Tourkarte erspielen. Bei den UK Open Qualifiers 2012 war er jedoch erfolgreicher und qualifizierte sich für die UK Open 2012. Bei seinem Debüt siegte er gegen Steve Maish,  schied aber danach gegen Arron Monk aus. Beim ersten UK Open Qualifier 2013 konnte er bis ins Viertelfinale vordringen, wo er dann gegen Michael van Gerwen unterlag. Bei der PDC World Youth Championship 2013 erreichte er das Halbfinale und konnte auf der Challenge Tour ein Event mit einem Finalsieg über Ricky Evans gewinnen. Im April warf er bei einem Qualifikationsturnier für die European Tour seinen bisher einzigen Nine darter. Aufgrund guter Resultate erhielt er für die folgenden zwei Jahre im Januar eine 2014 eine Tourkarte und erreichte bei den UK Open, wie bereits im Vorjahr, die vierte Runde. Bei den Players Championships konnte Hunt einmal das Achtelfinale erreichen und bei der Gibraltar Darts Trophy spielte der Engländer sich bis ins Viertelfinale. Außerdem konnte er auf der PDC Development Tour einen Titel gewinnen. Bei seinen weiteren drei Teilnahmen an Turnieren auf der European Tour sowie bei den Auftritten auf der Pro Tour konnte er nicht genug Preisgeld einspielen, weshalb er seine Tourkarte wieder verlor. Somit nahm Hunt nur an der Challenge und der Development Tour teil. 2017 versuchte er erfolglos bei der PDC Qualifying School erneut eine Tourkarte zu gewinnen. Jedoch verliefen die folgenden Jahre erfolgreicher. Er konnte bei einem Event auf der European Tour das Achtelfinale erreichen und erhielt 2018 durch gute Leistungen auf der Development Tour wieder eine Tourkarte.
Bei den UK Open 2018 verlor er sein Erstrundenmatch gegen Kirk Shepherd, konnte jedoch beim vierten Event der Players Championships 2018 ins Achtelfinale einziehen, was ihm in den Folgemonaten erneut zweimal gelang. Im Juni konnte er mit einem Sieg über Nathan Aspinall sogar ins Viertelfinale einziehen. Durch seine guten Ergebnisse auf der PDC Pro Tour qualifizierte sich Hunt zum ersten Mal für die Players Championship Finals. Dort scheiterte er jedoch an Adrian Lewis mit 2:6 in Runde eins. Als Sieger des PDPA Qualifier nahm Hunt an der PDC World Darts Championship 2019 teil. Bei seinem Weltmeisterschaftsdebüt unterlag er jedoch in der ersten Runde gegen Luke Humphries mit 0:3. Auch bei seiner dritten Teilnahme an den UK Open 2019 scheiterte Hunt in Runde vier. Zu Beginn des Jahres 2020 konnte Hunt bei der PDC Qualifying School seine Tour Card zurückgewinnen und konnte sich für zwei weitere Turniere auf der European Tour qualifizieren. Bei den UK Open war dieses Mal bereits in der ersten Runde Schluss für Hunt. Im November konnte er sich dann über das Qualifikationsturnier erstmals einen Startplatz beim Grand Slam of Darts 2020 sichern. In seinem ersten Gruppenspiel unterlag er jedoch 0:5 dem Niederländer Michael van Gerwen. Nach seiner 4:5-Niederlage im zweiten Spiel konnte er sich aber noch durch einen 5:2-Sieg gegen Gabriel Clemens und folgender 3:5-Niederlage Joe Cullens gegen van Gerwen mit einem Leg Unterschied für das Achtelfinale qualifizieren. Bei der PDC World Darts Championship 2021 konnte er mit Siegen über Lisa Ashton und Jamie Hughes erstmals bei einer WM in die dritte Runde einziehen. Dort unterlag er dem Niederländer Dirk van Duijvenbode mit 0:4.
Nach einem schwächeren Jahr 2022 musste Hunt seine Tour Card abgeben. Bei der Q-School 2023 versuchte er sich diese zurück zu erspielen, wobei er direkt in der Final Stage startete. Er scheiterte jedoch letztlich an nur einem Punkt in der Rangliste. Auf der darauffolgenden PDC Challenge Tour 2023 erreichte er nur einmal ein Achtelfinale.
2024 war Hunt erneut für die Q-School gemeldet und musste dieses Mal in der First Stage starten. Er schaffte es jedoch direkt am ersten Tag auf direktem Wege in die Final Stage. In dieser erspielte er fünf Punkte für die Rangliste und konnte dank eines einzigen gewonnenen Legs mehr als sein punktgleicher Kontrahent Darren Webster die Tour Card knapp für sich entscheiden.

## Weltmeisterschaftsresultate

### PDC
- 2019: 1. Runde (0:3-Niederlage gegen  Luke Humphries)
- 2021: 3. Runde (0:4-Niederlage gegen  Dirk van Duijvenbode)
- 2022: 2. Runde (0:3-Niederlage gegen  Vincent van der Voort)

### PDC-Jugend
- 2011: 2. Runde (3:4-Niederlage gegen  Michael van Gerwen)
- 2012: 2. Runde (4:5-Niederlage gegen  Gino Vos)
- 2013: Halbfinale (3:6-Niederlage gegen  Michael Smith)
- 2014: Viertelfinale (3:6-Niederlage gegen  Keegan Brown)
- 2015: 2. Runde (2:6-Niederlage gegen  Bradley Kirk)
- 2016: 1. Runde (5:6-Niederlage gegen  Sven Groen)
- 2017: 2. Runde (2:6-Niederlage gegen  Josh Payne)

## Turnierergebnisse
| Turnier                     | 2012               | 2013               | 2014               | 2015               | ......             | 2018               | 2019               | 2020               | 2021               | 2022               | ......             | 2025 |
| --------------------------- | ------------------ | ------------------ | ------------------ | ------------------ | ------------------ | ------------------ | ------------------ | ------------------ | ------------------ | ------------------ | ------------------ | ---- |
| PDC-Ranking-Turniere        |                    |                    |                    |                    |                    |                    |                    |                    |                    |                    |                    |      |
| Weltmeisterschaft           | nicht qualifiziert | nicht qualifiziert | nicht qualifiziert | nicht qualifiziert | nicht qualifiziert | nicht qualifiziert | 1R                 | n/q                | 3R                 | 2R                 | n/q                | n/q  |
| World Masters               | nicht ausgetragen  | nicht ausgetragen  | nicht ausgetragen  | nicht ausgetragen  | nicht ausgetragen  | nicht ausgetragen  | nicht ausgetragen  | nicht ausgetragen  | nicht ausgetragen  | nicht ausgetragen  | nicht ausgetragen  | VR   |
| UK Open                     | 2R                 | 3R                 | 3R                 | 1R                 | n/q                | 1R                 | 4R                 | 1R                 | 4R                 | 3R                 | n/t                | 4R   |
| European Championship       | n/t                | nicht qualifiziert | nicht qualifiziert | nicht qualifiziert | nicht qualifiziert | nicht qualifiziert | nicht qualifiziert | nicht qualifiziert | 1R                 | n/q                | n/q                |      |
| Grand Slam of Darts         | nicht qualifiziert | nicht qualifiziert | nicht qualifiziert | nicht qualifiziert | nicht qualifiziert | nicht qualifiziert | nicht qualifiziert | AF                 | nicht qualifiziert | nicht qualifiziert | nicht qualifiziert |      |
| Players Championship Finals | n/q                | n/q                | n/t                | n/t                | n/q                | 1R                 | n/q                | 1R                 | nicht qualifiziert | nicht qualifiziert | nicht qualifiziert |      |
| Karrierestatistiken         |                    |                    |                    |                    |                    |                    |                    |                    |                    |                    |                    |      |
| Jahresendplatzierung        | 114                | 115                | 94                 | 70                 | 112                | 98                 | 74                 | 76                 | 48                 | 62                 | 120                |      |

| Legende zu den Turnierergebnissen | Legende zu den Turnierergebnissen | Legende zu den Turnierergebnissen | Legende zu den Turnierergebnissen | Legende zu den Turnierergebnissen | Legende zu den Turnierergebnissen | Legende zu den Turnierergebnissen | Legende zu den Turnierergebnissen | Legende zu den Turnierergebnissen | Legende zu den Turnierergebnissen |
| --------------------------------- | --------------------------------- | --------------------------------- | --------------------------------- | --------------------------------- | --------------------------------- | --------------------------------- | --------------------------------- | --------------------------------- | --------------------------------- |
| n/t                               | nicht teilgenommen                | n/q                               | nicht qualifiziert                | n/a                               | nicht ausgetragen                 | #R                                | Aus in jeweiliger Runde           | GP                                | Aus in der Gruppenphase           |
| AF                                | Achtelfinalist                    | VF                                | Viertelfinalist                   | HF                                | Halbfinalist                      | F                                 | Turnierfinalist                   | S                                 | Turniersieger                     |

## Titel

### PDC
- Secondary Tour Events
  - PDC Challenge Tour
    - PDC Challenge Tour 2016: 6

  - PDC Development Tour
    - PDC Youth Tour 2011: 1
    - PDC Challenge Tour 2013: 4
    - PDC Youth Tour 2014: 9
    - PDC Development Tour 2016: 4
    - PDC Development Tour 2017: 7